# Dojlidki (rejon grodzieński)
Dojlidki (biał. Дайлідкі) – wieś na Białorusi, położona w obwodzie grodzieńskim w rejonie grodzieńskim, w sielsowiecie kwasowskim.
W latach 1921–1939 Dojlidki należały do gminy Łasza w ówczesnym województwie białostockim.